# كوبا أمريكا تحت 20 سنة 1974
كوبا أمريكا تحت 20 سنة 1974 (بالإسبانية: Campeonato Sudamericano Sub-20 de 1974)‏ هو الموسم 6 من كوبا أمريكا تحت 20 سنة. أشرف على تنظيمه كونميبول، وكان عدد الأندية المشاركة فيه 9، وفاز فيه منتخب البرازيل تحت 20 سنة لكرة القدم.